# Halve marathon van Egmond 1984

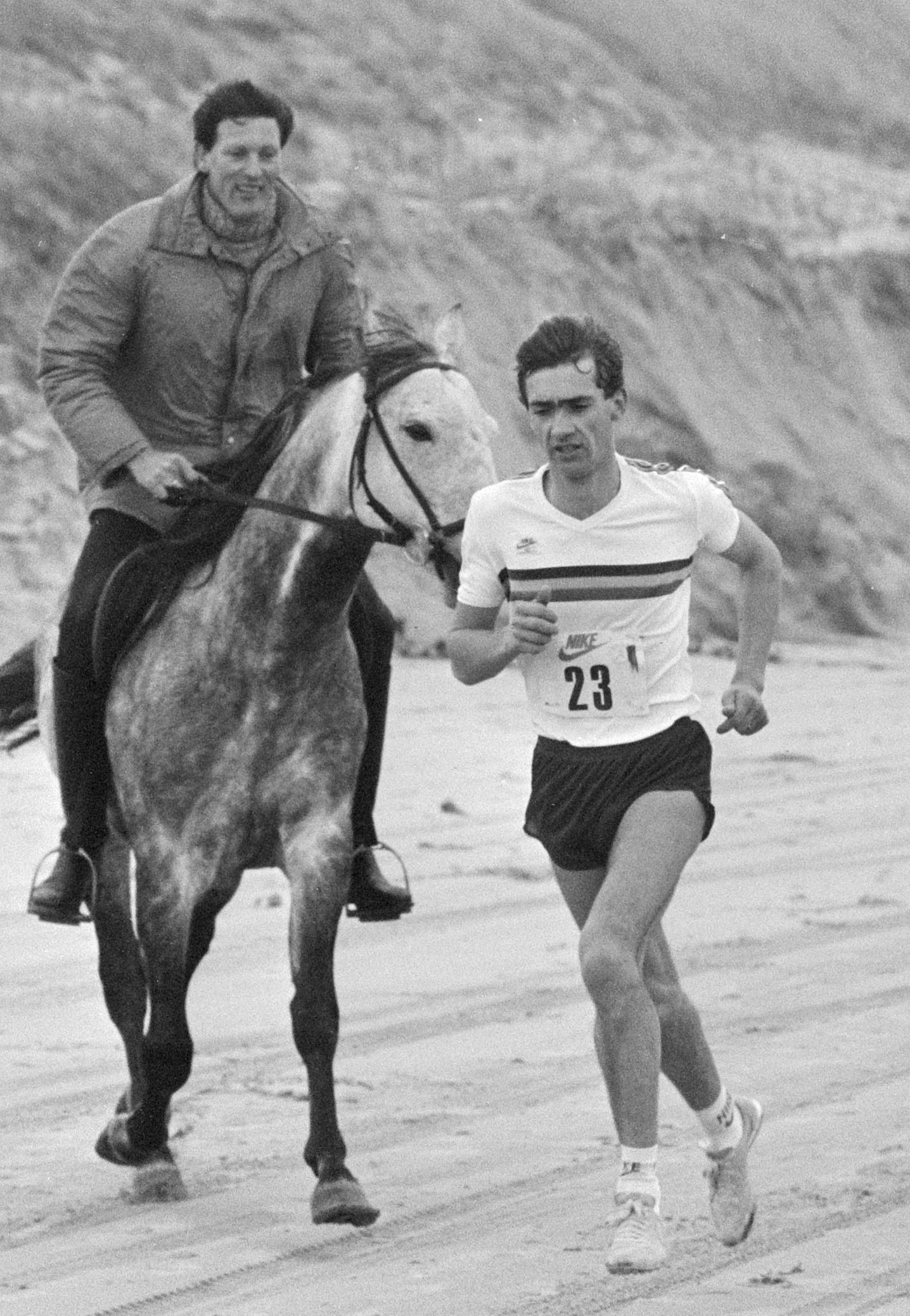
Axel Hagelsteens op weg naar de overwinning

De halve marathon van Egmond 1984 vond plaats op zondag 8 januari 1984. Het was de twaalfde editie van deze halve marathon. De organisatie was in handen van wielervereniging Le Champion. Het aantal inschrijvingen was 5150 en daarmee 1000 minder dan het jaar ervoor. 
De wedstrijd werd bij de mannen gewonnen door de Belg Alex Hagelsteens. Dit was zijn tweede overwinning, nadat hij in 1982 al eerder had gewonnen. Het Parool schreef in 1984 over zijn overwinning: "Tussen de hoog opzwepende golven en de door water en wind aangevreten duinenrij leek Alex Hagelsteens op het strand van Egmond van een andere wereld. Alsof hij er volstrekt geen moeite voor hoefde te doen trotseerde de Belgische atleet met lichtvoetige tred de stormachtige wind. Op de laatste zeven kilometer over het natte, zuigende zand naam hij met elke stap meer afstand van zijn concurrenten, die achter zijn rug onder een dreigend wolkendek verschrompelden tot nietige poppetjes." Met zijn finishtijd van 1:06.37 was hij iets trager dan het parcoursrecord van 1:06.25 uit 1978. De overwinning bij de vrouwen ging naar de eveneens Belgische Francine Peeters.

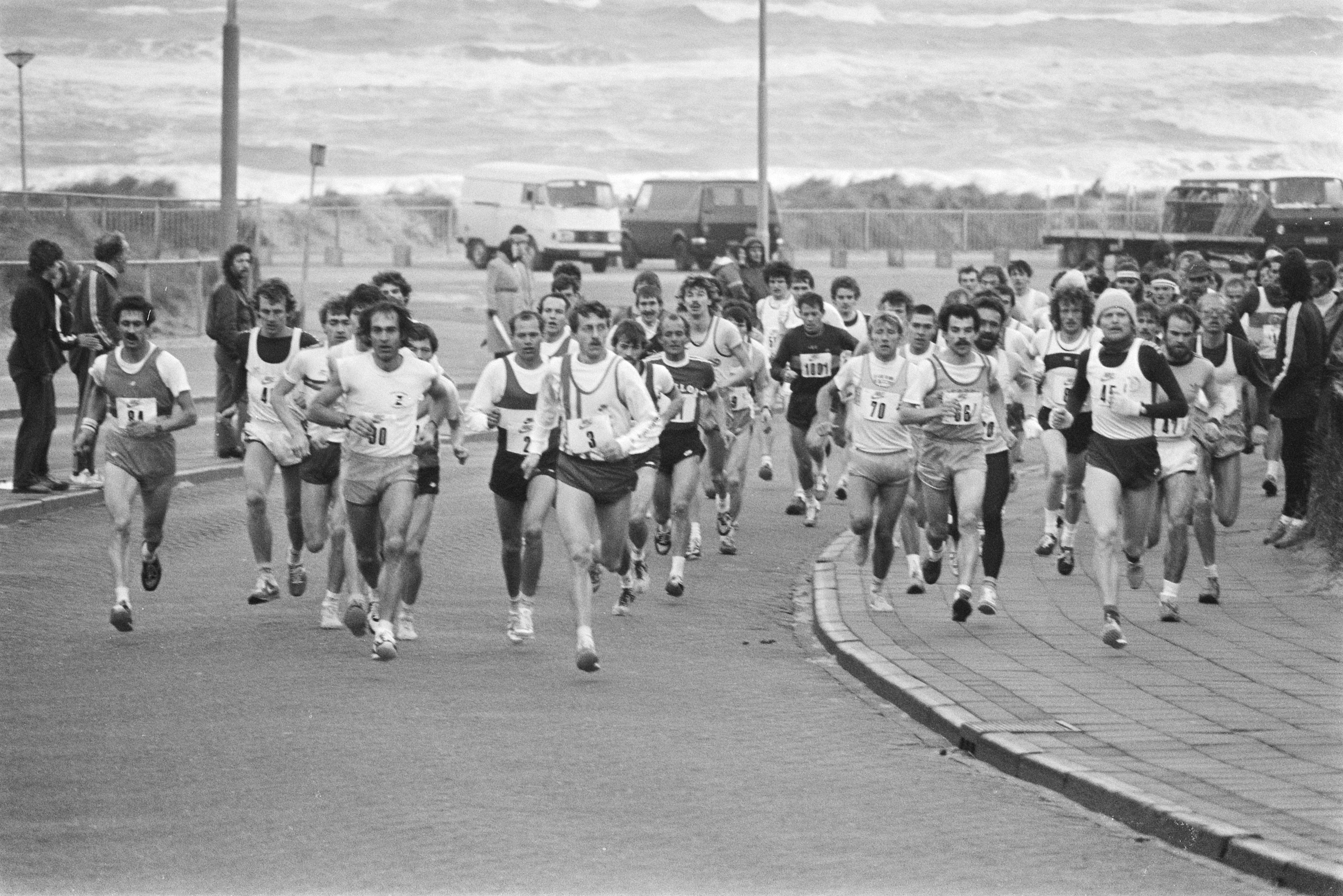
Een groep deelnemers.

## Uitslagen

### Mannen
| Positie | Atleet           | Land                | Tijd    |
| ------- | ---------------- | ------------------- | ------- |
| 1       | Alex Hagelsteens | België              | 1:06.37 |
| 2       | Henrik Jørgensen | Denemarken          | 1:07.43 |
| 3       | Cor Lambregts    | Nederland           | 1:07.49 |
| 4       | Karel Lismont    | België              | 1:07.53 |
| 5       | Peter Rusman     | Nederland           | 1:08.17 |
| 6       | Kenneth Foster   | Verenigd Koninkrijk | 1:08.40 |
| 7       | Marti ten Kate   | Nederland           | 1:08.43 |
| 8       | Peter Arne Silte | Noorwegen           | 1:08.50 |
| 9       | Rouby Agten      | België              | 1:09.01 |
| 10      | Cor Saelmans     | België              | 1:09.08 |

### Vrouwen
| Positie | Atlete                     | Land       | Tijd    |
| ------- | -------------------------- | ---------- | ------- |
| 1       | Francine Peeters           | België     | 1:18.20 |
| 2       | Marie-Christine Deurbroeck | België     | 1:18.34 |
| 3       | Magda Ilands               | België     | 1:18.46 |
| 4       | Eefje van Wissen           | Nederland  | 1:19.06 |
| 5       | Metta Holm-Hansen          | Denemarken | 1:21.15 |
| 8       | Gerrie Timmermans          | Nederland  | 1:26.12 |

1973 ·
1974 ·
1975 ·
1976 ·
1977 ·
1978 ·
1979 ·
1980 ·
1981 ·
1982 ·
1983 ·
1984 ·
1985 ·
1986 ·
1987 ·
1988 ·
1989 ·
1990 ·
1991 ·
1992 ·
1993 ·
1994 ·
1995 ·
1996 ·
1997 ·
1998 ·
1999 ·
2000 ·
2001 ·
2002 ·
2003 ·
2004 ·
2005 ·
2006 ·
2007 ·
2008 ·
2009 ·
2010 ·
2011 ·
2012 ·
2013 ·
2014 ·
2015 ·
2016 ·
2017 ·
2018 ·
2019 ·
2020 ·
2021 ·
2022 ·
2023 ·
2024 ·
2025